# Campeonato Mundial de Rugby M19 de 1971
El Campeonato Mundial de Rugby M19 de 1971 se disputó en Marruecos y fue la tercera edición del torneo en categoría M19.

## Equipos participantes
- Selección juvenil de rugby de Alemania Occidental
- Selección juvenil de rugby de España
- Selección juvenil de rugby de Francia
- Selección juvenil de rugby de Italia
- Selección juvenil de rugby de Marruecos
- Selección juvenil de rugby de Rumania

## Posiciones finales
| Pos | Equipo              |
| --- | ------------------- |
|     | Francia             |
|     | Italia              |
|     | Rumania             |
| 4   | España              |
| 5   | Marruecos           |
| 6   | Alemania Occidental |

### Campeón
| Bandera de Francia |
| Campeón Francia    |
| Tercer título      |